# Scopula atlantica
Scopula atlantica är en fjärilsart som beskrevs av Walker 1875. Scopula atlantica ingår i släktet Scopula och familjen mätare. Inga underarter finns listade.